# Piotr Schab
Piotr Adam Schab (ur. 16 września 1968 w Warszawie) – polski prawnik, sędzia, w latach 2020–2022 prezes Sądu Okręgowego w Warszawie, w latach 2022–2024 prezes Sądu Apelacyjnego w Warszawie. Od 4 czerwca 2018 do 25 kwietnia 2025 Rzecznik Dyscyplinarny Sędziów Sądów Powszechnych (od 29 stycznia 2024 bez prawa do podejmowania czynności).

## Życiorys
W 1998 Schab postanowieniem prezydenta Rzeczypospolitej Polskiej Aleksandra Kwaśniewskiego został powołany na stanowisko sędziego Sądu Rejonowego dla m. st. Warszawy w Warszawie. Postanowieniem z 16 lutego 2004 prezydent Aleksander Kwaśniewski powołał go na stanowisko sędziego Sądu Okręgowego w Warszawie. 4 czerwca 2018 minister sprawiedliwości Zbigniew Ziobro powołał Schaba do pełnienia nowo utworzonej funkcji Rzecznika Dyscyplinarnego Sędziów Sądów Powszechnych na czteroletnią kadencję.
Od 10 września 2018 Schab był członkiem Zespołu ds. czynności Ministra Sprawiedliwości podejmowanych w postępowaniu dyscyplinarnym sędziów i asesorów sądowych. Zespół został zniesiony przez Ministra Sprawiedliwości 29 sierpnia 2019.
8 stycznia 2020 prezydent Rzeczypospolitej Polskiej Andrzej Duda powołał Schaba do pełnienia urzędu na stanowisku sędziego Sądu Apelacyjnego w Warszawie, a 16 listopada tego samego roku został powołany przez Ministra Sprawiedliwości do pełnienia funkcji prezesa Sądu Okręgowego w Warszawie w miejsce sędzi Joanny Bitner, która tydzień wcześniej złożyła rezygnację.
W lipcu 2022 Schab został prezesem Sądu Apelacyjnego w Warszawie.
19 października 2022, w oparciu o przeprowadzony test niezawisłości i bezstronności sędziów, został uznany przez Sąd Najwyższy za niespełniającego kryteriów niezależności z uwagi na jego wybór przez uznaną za niekonstytucyjną Krajową Radę Sądownictwa.
18 stycznia 2024 kierowane przez Adama Bodnara Ministerstwo Sprawiedliwości poinformowało o wszczęciu procedury odwołania go ze stanowiska prezesa Sądu Apelacyjnego w Warszawie i zawieszeniu go w pełnieniu czynności. W komunikacie ministerstwa wskazano, że Schab miał wielokrotnie nadużyć władzy, pełniąc funkcje administracyjne w wymiarze sprawiedliwości i będąc prezesem Sądu Apelacyjnego w Warszawie, jak i będąc rzecznikiem dyscyplinarnym sędziów sądów powszechnych. Tego samego dnia kolegium Sądu Apelacyjnego w Warszawie negatywnie zaopiniowało zamiar odwołania Schaba z funkcji prezesa. Mimo to Schab zostaje w zawieszeniu, a jego obowiązki pełni sędzia Arkadiusz Ziarko, wiceprezes Sądu Apelacyjnego w Warszawie, jednak nie dłużej niż do 17 lipca 2024. 23 stycznia 2024 pięćdziesięcioro dwoje sędziów apelacyjnych z Warszawy zaapelowało do ministra sprawiedliwości o odwołanie Schaba ze stanowiska prezesa Sądu Apelacyjnego w Warszawie. Był to największy jak dotąd tego typu apel sędziów apelacyjnych w Polsce.
29 stycznia 2024 minister sprawiedliwości wyznaczył nowych rzeczników dyscyplinarnych ad hoc, którzy przejęli sprawy prowadzone dotąd przez Schaba i jego zastępców Przemysława Radzika i Michała Lasotę.
21 lutego 2024 roku został odwołany z funkcji Prezesa Sądu Apelacyjnego w Warszawie. Do czasu likwidacji wydziału w sierpniu 2024 orzekał w utworzonym na jego wniosek VIII Wydziale Karnym Sądu Apelacyjnego w Warszawie. Następnie został przeniesiony do nowo powstałej sekcji zażaleniowo-wnioskowej II Wydziału Karnego tego sądu.
25 kwietnia 2025 minister sprawiedliwości Adam Bodnar odwołał Schaba ze stanowiska Rzecznika Dyscyplinarnego Sędziów Sądów Powszechnych.

## Kontrowersje
W 2020 roku władze Warszawy, z uwagi na posiadanie przez sędziego innej nieruchomości wykorzystywanej na cele mieszkaniowe, wypowiedziały Piotrowi Schabowi umowę najmu mieszkania komunalnego i wdrożyły procedurę eksmisji; decyzję o wypowiedzeniu sędzia zaskarżył do sądu.
Będąc prezesem Sądu Okręgowego w Warszawie, mimo prawomocnego postanowienia sądu, nie dopuścił do orzekania sędziego Igora Tulei. Po przeniesieniu na stanowisko prezesa Sądu Apelacyjnego w Warszawie, wbrew decyzji prezes Sądu Okręgowego w Warszawie, za pośrednictwem sędziego Przemysława Radzika ponownie nie dopuścił Igora Tulei do orzekania.
Po zmianie rządu w Polsce w wyniku wyborów 15 października 2023 został objęty licznymi śledztwami, podobnie jak Przemysław Radzik i Michał Lasota, w sprawach dotyczących represji wobec sędziów. Wytoczono mu też dwa postępowania dyscyplinarne (stan na grudzień 2024).